# プユマ語
プユマ語（プユマご）は、オーストロネシア語族台湾諸語に属する言語である。漢字で卑南語と表記される。台湾のプユマ族の言語である。